# Cañón naval Armstrong Whitworth 12"/40 Mark IX
El Cañón naval Armstrong Whitworth 12"/40 Mark IX fue diseñado y fabricado principalmente por la rama de artillería de Armstrong, Elswick Ordnance Company. Estaba destinado en principio a los acorazados de la clase Royal Sovereign de la Royal Navy, pero las limitaciones presupuestarias retrasaron su introducción. En cambio, las primeras unidades se suministraron a Japón. Como cañón naval Tipo 41 de 12 pulgadas (305 mm) calibre 40, fue la batería principal estándar de varios de los primeros acorazados pre-dreadnought construidos en el Reino Unido para la Armada Imperial Japonesa.
Más tarde entró en servicio con la Royal Navy como el Mark IX de 12 pulgadas, siendo instalado en buques de guerra de tres clases pre-dreadnought antes de la Primera Guerra Mundial. Además, durante la guerra varios cañones fueron convertidos para su uso como cañones ferroviarios y, hacia el final del conflicto, para su uso en los monitores submarinos de la clase M.
El cañón también entró en servicio en la Regia Marina italiana en dos clases de acorazados pre-dreadnought.

## Armada Imperial Japonesa
Japón compró un total de 44 de estas armas para su uso en los cuatro buques de las clases Fuji y Shikishima, y en los acorazados Asahi y Mikasa. Cada barco llevaba cuatro cañones en dos torretas gemelas.
En combate en la Batalla del mar Amarillo en la Guerra ruso-japonesa, los acorazados japoneses Asahi, Shikishima y Mikasa tuvieron uno de sus cañones principales fuera de combate debido a detonaciones prematuras del ánima. La causa se atribuyó a fusibles defectuosos, y el problema se rectificó antes de la Batalla de Tsushima.
El cañón fue designado oficialmente como "Tipo 41" a partir del año 41 del reinado del emperador Meiji el 25 de diciembre de 1908. El 5 de octubre de 1917 fue renombrado en centímetros como parte del proceso de estandarización de la Armada Imperial Japonesa al sistema métrico.
El cañón Tipo 41 de 12 pulgadas disparaba un proyectil de 850 libras (390 kg), con un proyectil perforante, de alto explosivo o de uso general.